# Elezioni politiche in Italia del 1987 per circoscrizione (Camera dei deputati)
Le elezioni politiche in Italia del 1987 nelle circoscrizioni della Camera dei deputati videro i seguenti risultati.

## Risultati

### Circoscrizione Torino-Novara-Vercelli
| Liste                                         | Voti      | %     | Seggi |
| --------------------------------------------- | --------- | ----- | ----- |
| Partito Comunista Italiano                    | 599 476   | 27,12 | 10    |
| Democrazia Cristiana                          | 560 720   | 25,37 | 9     |
| Partito Socialista Italiano                   | 293 057   | 13,26 | 5     |
| Partito Repubblicano Italiano                 | 119 137   | 5,39  | 2     |
| Movimento Sociale Italiano - Destra Nazionale | 112 472   | 5,09  | 2     |
| Partito Radicale                              | 99 070    | 4,48  | 2     |
| Partito Socialista Democratico Italiano       | 83 549    | 3,78  | 1     |
| Lista Verde                                   | 77 616    | 3,51  | 1     |
| Partito Liberale Italiano                     | 75 385    | 3,41  | 1     |
| Piemont Autonomia Regionale                   | 54 624    | 2,47  | –     |
| Piemont                                       | 52 146    | 2,36  | –     |
| Democrazia Proletaria                         | 43 569    | 1,97  | 1     |
| Liga Veneta - Pensionati Uniti                | 17 903    | 0,81  | –     |
| Movimento di Liberazione Fiscale              | 13 194    | 0,60  | –     |
| Partito Sardo d'Azione                        | 5 572     | 0,25  | –     |
| Alleanza Umanista                             | 1 579     | 0,07  | –     |
| Alleanza Popolare                             | 1 503     | 0,07  | –     |
| Totale                                        | 2 210 572 | 100   | 34    |

### Circoscrizione Cuneo-Alessandria-Asti
| Liste                                         | Voti    | %     | Seggi |
| --------------------------------------------- | ------- | ----- | ----- |
| Democrazia Cristiana                          | 305 557 | 35,33 | 6     |
| Partito Comunista Italiano                    | 175 109 | 20,24 | 3     |
| Partito Socialista Italiano                   | 113 621 | 13,14 | 2     |
| Partito Liberale Italiano                     | 51 382  | 5,94  | 1     |
| Partito Repubblicano Italiano                 | 37 670  | 4,35  | 1     |
| Partito Socialista Democratico Italiano       | 36 813  | 4,26  | 1     |
| Movimento Sociale Italiano - Destra Nazionale | 36 109  | 4,17  | –     |
| Lista Verde                                   | 29 609  | 3,42  | –     |
| Partito Radicale                              | 26 887  | 3,11  | –     |
| Piemont Autonomia Regionale                   | 17 440  | 2,02  | –     |
| Democrazia Proletaria                         | 13 335  | 1,54  | –     |
| Liga Veneta - Pensionati Uniti                | 9 915   | 1,15  | –     |
| Piemont                                       | 9 555   | 1,10  | –     |
| Partito Sardo d'Azione                        | 1 247   | 0,14  | –     |
| Alleanza Popolare                             | 736     | 0,09  | –     |
| Totale                                        | 864 985 | 100   | 14    |

### Circoscrizione Genova-Imperia-La Spezia-Savona
| Liste                                         | Voti      | %     | Seggi |
| --------------------------------------------- | --------- | ----- | ----- |
| Partito Comunista Italiano                    | 407 338   | 32,29 | 7     |
| Democrazia Cristiana                          | 358 403   | 28,41 | 6     |
| Partito Socialista Italiano                   | 174 795   | 13,86 | 3     |
| Movimento Sociale Italiano - Destra Nazionale | 67 606    | 5,36  | 1     |
| Partito Repubblicano Italiano                 | 51 752    | 4,10  | 1     |
| Federazione delle Liste Verdi                 | 50 065    | 3,97  | 1     |
| Partito Radicale                              | 40 930    | 3,24  | 1     |
| Partito Liberale Italiano                     | 37 536    | 2,98  | 1     |
| Democrazia Proletaria                         | 23 874    | 1,89  | –     |
| Partito Socialista Democratico Italiano       | 23 874    | 1,89  | –     |
| Liga Veneta - Pensionati Uniti                | 15 995    | 1,27  | –     |
| Movimento di Liberazione Fiscale              | 5 322     | 0,42  | –     |
| Partito Sardo d'Azione                        | 2 644     | 0,21  | –     |
| Alleanza Popolare                             | 1 229     | 0,10  | –     |
| Totale                                        | 1 261 363 | 100   | 21    |

### Circoscrizione Milano-Pavia
| Liste                                         | Voti      | %     | Seggi |
| --------------------------------------------- | --------- | ----- | ----- |
| Democrazia Cristiana                          | 898 780   | 28,16 | 14    |
| Partito Comunista Italiano                    | 843 899   | 26,44 | 13    |
| Partito Socialista Italiano                   | 573 577   | 17,97 | 9     |
| Movimento Sociale Italiano - Destra Nazionale | 165 007   | 5,17  | 2     |
| Partito Repubblicano Italiano                 | 161 989   | 5,08  | 2     |
| Lista Verde                                   | 116 829   | 3,66  | 2     |
| Partito Radicale                              | 104 853   | 3,29  | 2     |
| Democrazia Proletaria                         | 88 108    | 2,76  | 2     |
| Partito Liberale Italiano                     | 73 455    | 2,30  | 1     |
| Partito Socialista Democratico Italiano       | 71 045    | 2,23  | 1     |
| Lega Lombarda                                 | 52 283    | 1,64  | –     |
| Liga Veneta - Pensionati Uniti                | 21 554    | 0,68  | –     |
| Movimento Nazionale Italiano Cacciatori       | 7 546     | 0,24  | –     |
| Movimento di Liberazione Fiscale              | 4 877     | 0,15  | –     |
| Partito Sardo d'Azione                        | 4 337     | 0,14  | –     |
| Alleanza Umanista                             | 1 820     | 0,06  | –     |
| Alleanza Popolare                             | 1 746     | 0,05  | –     |
| Totale                                        | 3 191 705 | 100   | 48    |

### Circoscrizione Como-Sondrio-Varese
| Liste                                         | Voti      | %     | Seggi |
| --------------------------------------------- | --------- | ----- | ----- |
| Democrazia Cristiana                          | 435 127   | 35,54 | 7     |
| Partito Comunista Italiano                    | 223 115   | 18,22 | 4     |
| Partito Socialista Italiano                   | 215 540   | 17,60 | 4     |
| Lega Lombarda                                 | 82 010    | 6,70  | 1     |
| Movimento Sociale Italiano - Destra Nazionale | 55 762    | 4,55  | 1     |
| Partito Repubblicano Italiano                 | 43 196    | 3,53  | 1     |
| Lista Verde                                   | 38 502    | 3,14  | 1     |
| Partito Radicale                              | 32 762    | 2,68  | –     |
| Partito Liberale Italiano                     | 32 679    | 2,67  | 1     |
| Partito Socialista Democratico Italiano       | 31 219    | 2,55  | –     |
| Democrazia Proletaria                         | 22 639    | 1,85  | –     |
| Liga Veneta - Pensionati Uniti                | 9 290     | 0,76  | –     |
| Partito Sardo d'Azione                        | 1 609     | 0,13  | –     |
| Alleanza Popolare                             | 964       | 0,08  | –     |
| Totale                                        | 1 224 414 | 100   | 20    |

### Circoscrizione Brescia-Bergamo
| Liste                                         | Voti      | %     | Seggi |
| --------------------------------------------- | --------- | ----- | ----- |
| Democrazia Cristiana                          | 605 403   | 44,09 | 10    |
| Partito Comunista Italiano                    | 252 532   | 18,39 | 4     |
| Partito Socialista Italiano                   | 200 350   | 14,59 | 3     |
| Movimento Sociale Italiano - Destra Nazionale | 57 951    | 4,22  | 1     |
| Lega Lombarda                                 | 51 962    | 3,78  | –     |
| Partito Repubblicano Italiano                 | 38 692    | 2,82  | 1     |
| Lista Verde                                   | 38 084    | 2,77  | 1     |
| Partito Radicale                              | 31 229    | 2,27  | –     |
| Democrazia Proletaria                         | 26 959    | 1,96  | 1     |
| Partito Socialista Democratico Italiano       | 26 906    | 1,96  | –     |
| Partito Liberale Italiano                     | 25 169    | 1,83  | –     |
| Liga Veneta - Pensionati Uniti                | 15 431    | 1,12  | –     |
| Partito Sardo d'Azione                        | 1 316     | 0,10  | –     |
| Alleanza Popolare                             | 1 147     | 0,08  | –     |
| Totale                                        | 1 373 131 | 100   | 21    |

### Circoscrizione Mantova-Cremona
| Liste                                         | Voti    | %     | Seggi |
| --------------------------------------------- | ------- | ----- | ----- |
| Democrazia Cristiana                          | 176 160 | 33,84 | 3     |
| Partito Comunista Italiano                    | 166 392 | 31,97 | 3     |
| Partito Socialista Italiano                   | 79 124  | 15,20 | 1     |
| Movimento Sociale Italiano - Destra Nazionale | 27 123  | 5,21  | –     |
| Lista Verde                                   | 17 886  | 3,44  | –     |
| Partito Repubblicano Italiano                 | 12 065  | 2,32  | –     |
| Partito Radicale                              | 11 253  | 2,16  | –     |
| Partito Socialista Democratico Italiano       | 8 850   | 1,70  | –     |
| Democrazia Proletaria                         | 7 910   | 1,52  | –     |
| Partito Liberale Italiano                     | 7 374   | 1,42  | –     |
| Liga Veneta - Pensionati Uniti                | 5 255   | 1,01  | –     |
| Partito Sardo d'Azione                        | 660     | 0,13  | –     |
| Alleanza Popolare                             | 457     | 0,09  | –     |
| Totale                                        | 520 509 | 100   | 7     |

### Circoscrizione Trento-Bolzano
| Liste                                         | Voti    | %     | Seggi |
| --------------------------------------------- | ------- | ----- | ----- |
| Partito Popolare Sud Tirolese                 | 202 022 | 33,05 | 3     |
| Democrazia Cristiana                          | 158 943 | 26,01 | 3     |
| Partito Socialista Italiano                   | 58 667  | 9,60  | 1     |
| Partito Comunista Italiano                    | 49 802  | 8,15  | 1     |
| Movimento Sociale Italiano - Destra Nazionale | 43 266  | 7,08  | 1     |
| Lista Verde                                   | 28 138  | 4,60  | 1     |
| Partito Repubblicano Italiano                 | 16 913  | 2,77  | –     |
| Partito Radicale                              | 12 511  | 2,05  | –     |
| Democrazia Proletaria                         | 11 535  | 1,89  | –     |
| Partito Sud Tirol                             | 11 287  | 1,85  | –     |
| Partito Liberale Italiano                     | 6 553   | 1,07  | –     |
| Partito Socialista Democratico Italiano       | 6 280   | 1,03  | –     |
| Liga Veneta - Pensionati Uniti                | 4 388   | 0,72  | –     |
| Partito Sardo d'Azione                        | 569     | 0,09  | –     |
| Alleanza Popolare                             | 314     | 0,05  | –     |
| Totale                                        | 611 188 | 100   | 10    |

### Circoscrizione Verona-Padova-Vicenza-Rovigo
| Liste                                         | Voti      | %     | Seggi |
| --------------------------------------------- | --------- | ----- | ----- |
| Democrazia Cristiana                          | 876 531   | 47,24 | 14    |
| Partito Comunista Italiano                    | 306 160   | 16,50 | 5     |
| Partito Socialista Italiano                   | 238 621   | 12,86 | 4     |
| Movimento Sociale Italiano - Destra Nazionale | 74 440    | 4,01  | 1     |
| Lista Verde                                   | 62 819    | 3,39  | 1     |
| Liga Veneta - Pensionati Uniti                | 54 217    | 2,92  | –     |
| Partito Repubblicano Italiano                 | 52 842    | 2,85  | 1     |
| Partito Radicale                              | 52 308    | 2,82  | 1     |
| Partito Socialista Democratico Italiano       | 39 416    | 2,12  | 1     |
| Partito Liberale Italiano                     | 37 683    | 2,03  | 1     |
| Democrazia Proletaria                         | 32 029    | 1,73  | 1     |
| Movimento Veneto Regione Autonoma             | 18 945    | 1,02  | –     |
| Movimento Nazionale Italiano Cacciatori       | 7 241     | 0,39  | –     |
| Partito Sardo d'Azione                        | 1 273     | 0,07  | –     |
| Alleanza Popolare                             | 852       | 0,05  | –     |
| Totale                                        | 1 855 377 | 100   | 30    |

### Circoscrizione Venezia-Treviso
| Liste                                         | Voti      | %     | Seggi |
| --------------------------------------------- | --------- | ----- | ----- |
| Democrazia Cristiana                          | 430 051   | 38,45 | 7     |
| Partito Comunista Italiano                    | 238 002   | 21,28 | 4     |
| Partito Socialista Italiano                   | 177 280   | 15,85 | 3     |
| Lista Verde                                   | 47 912    | 4,28  | 1     |
| Movimento Sociale Italiano - Destra Nazionale | 42 637    | 3,81  | –     |
| Liga Veneta - Pensionati Uniti                | 37 222    | 3,33  | –     |
| Partito Repubblicano Italiano                 | 35 015    | 3,13  | –     |
| Partito Radicale                              | 34 043    | 3,04  | 1     |
| Partito Socialista Democratico Italiano       | 31 720    | 2,84  | –     |
| Democrazia Proletaria                         | 21 355    | 1,91  | –     |
| Partito Liberale Italiano                     | 20 993    | 1,88  | –     |
| Alleanza Popolare                             | 1 511     | 0,14  | –     |
| Partito Sardo d'Azione                        | 837       | 0,07  | –     |
| Totale                                        | 1 118 578 | 100   | 16    |

### Circoscrizione Udine-Belluno-Gorizia-Pordenone
| Liste                                         | Voti    | %     | Seggi |
| --------------------------------------------- | ------- | ----- | ----- |
| Democrazia Cristiana                          | 300 071 | 35,76 | 5     |
| Partito Comunista Italiano                    | 159 926 | 19,06 | 3     |
| Partito Socialista Italiano                   | 155 143 | 18,49 | 3     |
| Movimento Sociale Italiano - Destra Nazionale | 42 710  | 5,09  | 1     |
| Partito Socialista Democratico Italiano       | 39 871  | 4,75  | 1     |
| Partito Repubblicano Italiano                 | 30 409  | 3,62  | –     |
| Lista Verde                                   | 29 799  | 3,55  | –     |
| Partito Radicale                              | 25 161  | 3,00  | –     |
| Partito Liberale Italiano                     | 16 528  | 1,97  | –     |
| Movimento Friuli                              | 13 208  | 1,57  | –     |
| Democrazia Proletaria                         | 13 180  | 1,57  | –     |
| Liga Veneta - Pensionati Uniti                | 10 450  | 1,25  | –     |
| Partito Sardo d'Azione                        | 2 284   | 0,27  | –     |
| Alleanza Popolare                             | 477     | 0,06  | –     |
| Totale                                        | 839 217 | 100   | 13    |

### Circoscrizione Bologna-Ferrara-Ravenna-Forlì
| Liste                                         | Voti      | %     | Seggi |
| --------------------------------------------- | --------- | ----- | ----- |
| Partito Comunista Italiano                    | 771 147   | 44,66 | 12    |
| Democrazia Cristiana                          | 374 730   | 21,70 | 6     |
| Partito Socialista Italiano                   | 210 897   | 12,21 | 3     |
| Partito Repubblicano Italiano                 | 106 717   | 6,18  | 2     |
| Movimento Sociale Italiano - Destra Nazionale | 64 990    | 3,76  | 1     |
| Lista Verde                                   | 40 169    | 2,33  | 1     |
| Partito Radicale                              | 36 731    | 2,13  | 1     |
| Partito Socialista Democratico Italiano       | 31 898    | 1,85  | –     |
| Partito Liberale Italiano                     | 29 949    | 1,73  | –     |
| Democrazia Proletaria                         | 25 267    | 1,46  | –     |
| Caccia Pesca Ambiente                         | 13 498    | 0,78  | –     |
| Partito Verde Italiano - Verdi d'Europa       | 10 032    | 0,58  | –     |
| Liga Veneta - Pensionati Uniti                | 7 875     | 0,46  | –     |
| Partito Sardo d'Azione                        | 1 157     | 0,07  | –     |
| Nuovo Partito Popolare                        | 874       | 0,05  | –     |
| Alleanza Popolare                             | 687       | 0,04  | –     |
| Totale                                        | 1 726 618 | 100   | 26    |

### Circoscrizione Parma-Modena-Piacenza-Reggio nell'Emilia
| Liste                                         | Voti      | %     | Seggi |
| --------------------------------------------- | --------- | ----- | ----- |
| Partito Comunista Italiano                    | 549 824   | 43,23 | 9     |
| Democrazia Cristiana                          | 347 354   | 27,31 | 6     |
| Partito Socialista Italiano                   | 161 213   | 12,68 | 3     |
| Movimento Sociale Italiano - Destra Nazionale | 49 602    | 3,90  | 1     |
| Lista Verde                                   | 36 153    | 2,84  | 1     |
| Partito Repubblicano Italiano                 | 33 797    | 2,66  | –     |
| Partito Socialista Democratico Italiano       | 26 863    | 2,11  | –     |
| Partito Radicale                              | 24 431    | 1,92  | –     |
| Partito Liberale Italiano                     | 17 640    | 1,39  | –     |
| Democrazia Proletaria                         | 16 108    | 1,27  | –     |
| Liga Veneta - Pensionati Uniti                | 7 046     | 0,55  | –     |
| Partito Sardo d'Azione                        | 1 127     | 0,09  | –     |
| Alleanza Popolare                             | 613       | 0,05  | –     |
| Totale                                        | 1 271 771 | 100   | 20    |

### Circoscrizione Firenze-Pistoia
| Liste                                         | Voti      | %     | Seggi |
| --------------------------------------------- | --------- | ----- | ----- |
| Partito Comunista Italiano                    | 494 363   | 46,00 | 8     |
| Democrazia Cristiana                          | 261 208   | 24,30 | 4     |
| Partito Socialista Italiano                   | 128 929   | 12,00 | 2     |
| Movimento Sociale Italiano - Destra Nazionale | 39 376    | 3,66  | –     |
| Partito Repubblicano Italiano                 | 35 265    | 3,28  | –     |
| Lista Verde                                   | 29 269    | 2,72  | –     |
| Partito Radicale                              | 25 106    | 2,34  | –     |
| Democrazia Proletaria                         | 20 915    | 1,95  | –     |
| Partito Socialista Democratico Italiano       | 12 536    | 1,17  | –     |
| Partito Liberale Italiano                     | 11 672    | 1,09  | –     |
| Caccia Pesca Ambiente                         | 8 822     | 0,82  | –     |
| Liga Veneta - Pensionati Uniti                | 5 469     | 0,51  | –     |
| Partito Sardo d'Azione                        | 862       | 0,08  | –     |
| Alleanza Popolare                             | 522       | 0,05  | –     |
| Alleanza Umanista                             | 496       | 0,05  | –     |
| Totale                                        | 1 074 810 | 100   | 14    |

### Circoscrizione Pisa-Livorno-Lucca-Massa Carrara
| Liste                                         | Voti    | %     | Seggi |
| --------------------------------------------- | ------- | ----- | ----- |
| Partito Comunista Italiano                    | 370 520 | 38,83 | 6     |
| Democrazia Cristiana                          | 267 140 | 27,99 | 5     |
| Partito Socialista Italiano                   | 129 599 | 13,58 | 2     |
| Movimento Sociale Italiano - Destra Nazionale | 48 565  | 5,09  | 1     |
| Partito Repubblicano Italiano                 | 35 006  | 3,67  | –     |
| Federazione delle Liste Verdi                 | 28 414  | 2,98  | –     |
| Partito Radicale                              | 19 290  | 2,02  | –     |
| Democrazia Proletaria                         | 18 678  | 1,96  | –     |
| Partito Socialista Democratico Italiano       | 13 259  | 1,39  | –     |
| Partito Liberale Italiano                     | 10 976  | 1,15  | –     |
| Caccia Pesca Ambiente                         | 10 755  | 1,13  | –     |
| Partito Sardo d'Azione                        | 1 113   | 0,12  | –     |
| Alleanza Popolare                             | 963     | 0,10  | –     |
| Totale                                        | 954 278 | 100   | 14    |

### Circoscrizione Siena-Arezzo-Grosseto
| Liste                                         | Voti    | %     | Seggi |
| --------------------------------------------- | ------- | ----- | ----- |
| Partito Comunista Italiano                    | 271 455 | 45,88 | 5     |
| Democrazia Cristiana                          | 148 202 | 25,05 | 3     |
| Partito Socialista Italiano                   | 80 834  | 13,66 | 1     |
| Movimento Sociale Italiano - Destra Nazionale | 27 694  | 4,68  | –     |
| Partito Repubblicano Italiano                 | 15 792  | 2,67  | –     |
| Federazione delle Liste Verdi                 | 12 454  | 2,10  | –     |
| Democrazia Proletaria                         | 9 303   | 1,57  | –     |
| Partito Radicale                              | 9 129   | 1,54  | –     |
| Partito Socialista Democratico Italiano       | 7 781   | 1,31  | –     |
| Partito Liberale Italiano                     | 5 854   | 0,99  | –     |
| Liga Veneta - Pensionati Uniti                | 2 424   | 0,41  | –     |
| Partito Sardo d'Azione                        | 489     | 0,08  | –     |
| Alleanza Popolare                             | 315     | 0,05  | –     |
| Totale                                        | 591 726 | 100   | 9     |

### Circoscrizione Ancona-Pesaro-Macerata-Ascoli Piceno
| Liste                                         | Voti      | %     | Seggi |
| --------------------------------------------- | --------- | ----- | ----- |
| Partito Comunista Italiano                    | 355 438   | 34,68 | 6     |
| Democrazia Cristiana                          | 353 623   | 34,50 | 6     |
| Partito Socialista Italiano                   | 123 617   | 12,06 | 2     |
| Movimento Sociale Italiano - Destra Nazionale | 55 138    | 5,38  | 1     |
| Partito Repubblicano Italiano                 | 36 758    | 3,59  | 1     |
| Federazione delle Liste Verdi                 | 26 856    | 2,62  | –     |
| Partito Socialista Democratico Italiano       | 23 105    | 2,25  | –     |
| Partito Radicale                              | 18 603    | 1,82  | –     |
| Democrazia Proletaria                         | 14 314    | 1,40  | –     |
| Partito Liberale Italiano                     | 10 632    | 1,04  | –     |
| Liga Veneta - Pensionati Uniti                | 5 515     | 0,54  | –     |
| Alleanza Popolare                             | 705       | 0,07  | –     |
| Partito Sardo d'Azione                        | 589       | 0,06  | –     |
| Totale                                        | 1 024 893 | 100   | 16    |

### Circoscrizione Perugia-Terni-Rieti
| Liste                                         | Voti    | %     | Seggi |
| --------------------------------------------- | ------- | ----- | ----- |
| Partito Comunista Italiano                    | 281 391 | 40,21 | 5     |
| Democrazia Cristiana                          | 204 112 | 29,17 | 4     |
| Partito Socialista Italiano                   | 100 403 | 14,35 | 2     |
| Movimento Sociale Italiano - Destra Nazionale | 44 923  | 6,42  | 1     |
| Partito Repubblicano Italiano                 | 16 942  | 2,42  | –     |
| Lista Verde                                   | 12 715  | 1,82  | –     |
| Democrazia Proletaria                         | 11 594  | 1,66  | –     |
| Partito Radicale                              | 10 534  | 1,51  | –     |
| Partito Socialista Democratico Italiano       | 8 123   | 1,16  | –     |
| Partito Liberale Italiano                     | 5 378   | 0,77  | –     |
| Liga Veneta - Pensionati Uniti                | 2 713   | 0,39  | –     |
| Alleanza Popolare                             | 514     | 0,07  | –     |
| Partito Sardo d'Azione                        | 415     | 0,06  | –     |
| Totale                                        | 699 757 | 100   | 12    |

### Circoscrizione Roma-Viterbo-Latina-Frosinone
| Liste                                         | Voti      | %     | Seggi |
| --------------------------------------------- | --------- | ----- | ----- |
| Democrazia Cristiana                          | 1 176 844 | 34,39 | 19    |
| Partito Comunista Italiano                    | 887 491   | 25,94 | 14    |
| Partito Socialista Italiano                   | 440 670   | 12,88 | 7     |
| Movimento Sociale Italiano - Destra Nazionale | 281 484   | 8,23  | 4     |
| Partito Repubblicano Italiano                 | 116 873   | 3,42  | 2     |
| Partito Radicale                              | 116 722   | 3,41  | 2     |
| Partito Socialista Democratico Italiano       | 107 549   | 3,14  | 2     |
| Lista Verde                                   | 100 265   | 2,93  | 2     |
| Partito Liberale Italiano                     | 65 480    | 1,91  | 1     |
| Democrazia Proletaria                         | 64 315    | 1,88  | 1     |
| Alleanza Pensionati                           | 21 342    | 0,62  | –     |
| Liga Veneta - Pensionati Uniti                | 16 631    | 0,49  | –     |
| Pni Caccia Pesca                              | 14 306    | 0,42  | –     |
| Partito Sardo d'Azione                        | 4 062     | 0,12  | –     |
| Partidu Indipendentista                       | 2 972     | 0,09  | –     |
| Nuovo Partito Popolare                        | 2 461     | 0,07  | –     |
| Alleanza Popolare                             | 2 207     | 0,06  | –     |
| Totale                                        | 3 421 674 | 100   | 54    |

### Circoscrizione L'Aquila-Pescara-Chieti-Teramo
| Liste                                         | Voti    | %     | Seggi |
| --------------------------------------------- | ------- | ----- | ----- |
| Democrazia Cristiana                          | 358 788 | 42,25 | 7     |
| Partito Comunista Italiano                    | 232 640 | 27,39 | 4     |
| Partito Socialista Italiano                   | 101 869 | 11,99 | 2     |
| Movimento Sociale Italiano - Destra Nazionale | 48 979  | 5,77  | 1     |
| Partito Socialista Democratico Italiano       | 31 069  | 3,66  | 1     |
| Partito Radicale                              | 18 231  | 2,15  | –     |
| Partito Repubblicano Italiano                 | 17 433  | 2,05  | –     |
| Lista Verde                                   | 15 909  | 1,87  | –     |
| Democrazia Proletaria                         | 10 562  | 1,24  | –     |
| Partito Liberale Italiano                     | 9 609   | 1,13  | –     |
| Liga Veneta - Pensionati Uniti                | 3 272   | 0,39  | –     |
| Alleanza Popolare                             | 495     | 0,06  | –     |
| Partito Sardo d'Azione                        | 409     | 0,05  | –     |
| Totale                                        | 849 265 | 100   | 15    |

### Circoscrizione Campobasso-Isernia
| Liste                                         | Voti    | %     | Seggi |
| --------------------------------------------- | ------- | ----- | ----- |
| Democrazia Cristiana                          | 123 650 | 57,25 | 3     |
| Partito Comunista Italiano                    | 43 467  | 20,13 | 1     |
| Partito Socialista Italiano                   | 17 867  | 8,27  | –     |
| Movimento Sociale Italiano - Destra Nazionale | 9 236   | 4,28  | –     |
| Partito Socialista Democratico Italiano       | 4 446   | 2,06  | –     |
| Partito Repubblicano Italiano                 | 4 382   | 2,03  | –     |
| Partito Liberale Italiano                     | 3 824   | 1,77  | –     |
| Democrazia Proletaria                         | 2 831   | 1,31  | –     |
| Partito Radicale                              | 2 660   | 1,23  | –     |
| Lista Verde                                   | 2 442   | 1,13  | –     |
| Liga Veneta - Pensionati Uniti                | 613     | 0,28  | –     |
| Partito Sardo d'Azione                        | 309     | 0,14  | –     |
| Alleanza Popolare                             | 247     | 0,11  | –     |
| Totale                                        | 215 974 | 100   | 4     |

### Circoscrizione Napoli-Caserta
| Liste                                         | Voti      | %     | Seggi |
| --------------------------------------------- | --------- | ----- | ----- |
| Democrazia Cristiana                          | 887 773   | 39,98 | 17    |
| Partito Comunista Italiano                    | 500 505   | 22,54 | 10    |
| Partito Socialista Italiano                   | 316 300   | 14,24 | 6     |
| Movimento Sociale Italiano - Destra Nazionale | 176 836   | 7,96  | 3     |
| Partito Socialista Democratico Italiano       | 103 691   | 4,67  | 2     |
| Partito Repubblicano Italiano                 | 65 339    | 2,94  | 1     |
| Partito Radicale                              | 51 348    | 2,31  | 1     |
| Partito Liberale Italiano                     | 46 576    | 2,10  | 1     |
| Democrazia Proletaria                         | 30 767    | 1,39  | 1     |
| Lista Verde                                   | 16 285    | 0,73  | –     |
| Partito Verde Italiano - Verdi d'Europa       | 10 884    | 0,49  | –     |
| Liga Veneta - Pensionati Uniti                | 6 146     | 0,28  | –     |
| Partito Nazionale Inquilini                   | 2 898     | 0,13  | –     |
| Nuovo Partito Popolare                        | 1 720     | 0,08  | –     |
| Partito Sardo d'Azione                        | 1 420     | 0,06  | –     |
| Alleanza Popolare                             | 1 128     | 0,05  | –     |
| Alleanza Umanista                             | 998       | 0,04  | –     |
| Totale                                        | 2 220 614 | 100   | 42    |

### Circoscrizione Benevento-Avellino-Salerno
| Liste                                         | Voti      | %     | Seggi |
| --------------------------------------------- | --------- | ----- | ----- |
| Democrazia Cristiana                          | 516 295   | 45,93 | 9     |
| Partito Comunista Italiano                    | 203 193   | 18,07 | 4     |
| Partito Socialista Italiano                   | 181 979   | 16,19 | 3     |
| Movimento Sociale Italiano - Destra Nazionale | 71 404    | 6,35  | 1     |
| Partito Socialista Democratico Italiano       | 41 715    | 3,71  | 1     |
| Partito Repubblicano Italiano                 | 35 419    | 3,15  | 1     |
| Partito Liberale Italiano                     | 23 267    | 2,07  | –     |
| Partito Radicale                              | 13 874    | 1,23  | –     |
| Lista Verde                                   | 13 692    | 1,22  | –     |
| Democrazia Proletaria                         | 13 338    | 1,19  | –     |
| Liga Veneta - Pensionati Uniti                | 4 092     | 0,36  | –     |
| Caccia Pesca Ambiente                         | 4 019     | 0,36  | –     |
| Alleanza Umanista                             | 692       | 0,06  | –     |
| Alleanza Popolare                             | 638       | 0,06  | –     |
| Partito Sardo d'Azione                        | 565       | 0,05  | –     |
| Totale                                        | 1 124 182 | 100   | 19    |

### Circoscrizione Bari-Foggia
| Liste                                         | Voti      | %     | Seggi |
| --------------------------------------------- | --------- | ----- | ----- |
| Democrazia Cristiana                          | 513 117   | 37,83 | 10    |
| Partito Comunista Italiano                    | 311 549   | 22,97 | 6     |
| Partito Socialista Italiano                   | 208 190   | 15,35 | 4     |
| Movimento Sociale Italiano - Destra Nazionale | 106 132   | 7,82  | 2     |
| Partito Socialista Democratico Italiano       | 61 726    | 4,55  | 1     |
| Partito Repubblicano Italiano                 | 52 440    | 3,87  | 1     |
| Partito Liberale Italiano                     | 35 473    | 2,62  | 1     |
| Partito Radicale                              | 26 940    | 1,99  | –     |
| Lista Verde                                   | 21 508    | 1,59  | –     |
| Democrazia Proletaria                         | 13 324    | 0,98  | –     |
| Liga Veneta - Pensionati Uniti                | 4 773     | 0,35  | –     |
| Alleanza Popolare                             | 871       | 0,06  | –     |
| Partito Sardo d'Azione                        | 474       | 0,03  | –     |
| Totale                                        | 1 356 517 | 100   | 25    |

### Circoscrizione Lecce-Brindisi-Taranto
| Liste                                         | Voti      | %     | Seggi |
| --------------------------------------------- | --------- | ----- | ----- |
| Democrazia Cristiana                          | 428 476   | 37,89 | 8     |
| Partito Comunista Italiano                    | 268 138   | 23,71 | 5     |
| Partito Socialista Italiano                   | 172 222   | 15,23 | 3     |
| Movimento Sociale Italiano - Destra Nazionale | 99 677    | 8,81  | 2     |
| Partito Repubblicano Italiano                 | 48 673    | 4,30  | 1     |
| Partito Socialista Democratico Italiano       | 38 966    | 3,45  | 1     |
| Partito Liberale Italiano                     | 22 587    | 2,00  | –     |
| Lista Verde                                   | 19 076    | 1,69  | –     |
| Partito Radicale                              | 17 424    | 1,54  | –     |
| Democrazia Proletaria                         | 9 770     | 0,86  | –     |
| Liga Veneta - Pensionati Uniti                | 4 626     | 0,41  | –     |
| Alleanza Popolare                             | 609       | 0,05  | –     |
| Partito Sardo d'Azione                        | 530       | 0,05  | –     |
| Totale                                        | 1 130 774 | 100   | 20    |

### Circoscrizione Potenza-Matera
| Liste                                         | Voti    | %     | Seggi |
| --------------------------------------------- | ------- | ----- | ----- |
| Democrazia Cristiana                          | 178 380 | 46,09 | 4     |
| Partito Comunista Italiano                    | 98 537  | 25,46 | 2     |
| Partito Socialista Italiano                   | 52 185  | 13,48 | 1     |
| Movimento Sociale Italiano - Destra Nazionale | 19 446  | 5,02  | –     |
| Partito Socialista Democratico Italiano       | 16 367  | 4,23  | –     |
| Partito Repubblicano Italiano                 | 5 142   | 1,33  | –     |
| Democrazia Proletaria                         | 4 328   | 1,12  | –     |
| Lista Verde                                   | 4 055   | 1,05  | –     |
| Partito Radicale                              | 3 700   | 0,96  | –     |
| Partito Liberale Italiano                     | 3 359   | 0,87  | –     |
| Liga Veneta - Pensionati Uniti                | 1 040   | 0,27  | –     |
| Partito Sardo d'Azione                        | 238     | 0,06  | –     |
| Alleanza Popolare                             | 221     | 0,06  | –     |
| Totale                                        | 386 998 | 100   | 7     |

### Circoscrizione Catanzaro-Cosenza-Reggio Calabria
| Liste                                         | Voti      | %     | Seggi |
| --------------------------------------------- | --------- | ----- | ----- |
| Democrazia Cristiana                          | 445 503   | 37,05 | 9     |
| Partito Comunista Italiano                    | 304 334   | 25,31 | 6     |
| Partito Socialista Italiano                   | 202 912   | 16,87 | 4     |
| Movimento Sociale Italiano - Destra Nazionale | 78 024    | 6,49  | 1     |
| Partito Socialista Democratico Italiano       | 55 317    | 4,60  | 1     |
| Partito Repubblicano Italiano                 | 31 226    | 2,60  | 1     |
| Caccia Pesca Ambiente                         | 18 817    | 1,56  | –     |
| Democrazia Proletaria                         | 17 854    | 1,48  | –     |
| Partito Radicale                              | 14 772    | 1,23  | –     |
| Partito Liberale Italiano                     | 14 366    | 1,19  | –     |
| Lista Verde                                   | 10 264    | 0,85  | –     |
| Partito Sardo d'Azione                        | 4 259     | 0,35  | –     |
| Liga Veneta - Pensionati Uniti                | 4 025     | 0,33  | –     |
| Alleanza Popolare                             | 886       | 0,07  | –     |
| Totale                                        | 1 202 559 | 100   | 22    |

### Circoscrizione Catania-Messina-Siracusa-Ragusa-Enna
| Liste                                         | Voti      | %     | Seggi |
| --------------------------------------------- | --------- | ----- | ----- |
| Democrazia Cristiana                          | 595 260   | 38,48 | 11    |
| Partito Comunista Italiano                    | 306 081   | 19,78 | 6     |
| Partito Socialista Italiano                   | 221 791   | 14,34 | 4     |
| Movimento Sociale Italiano - Destra Nazionale | 154 906   | 10,01 | 3     |
| Partito Repubblicano Italiano                 | 81 274    | 5,25  | 1     |
| Partito Liberale Italiano                     | 52 482    | 3,39  | 1     |
| Partito Socialista Democratico Italiano       | 51 121    | 3,30  | 1     |
| Partito Radicale                              | 29 721    | 1,92  | 1     |
| Lista Verde                                   | 19 070    | 1,23  | –     |
| Democrazia Proletaria                         | 15 782    | 1,02  | –     |
| Liga Veneta - Pensionati Uniti                | 9 711     | 0,63  | –     |
| Giustizia e Libertà                           | 4 793     | 0,31  | –     |
| Rinascita Siciliana                           | 2 951     | 0,19  | –     |
| Partito Sardo d'Azione                        | 1 179     | 0,08  | –     |
| Alleanza Popolare                             | 999       | 0,06  | –     |
| Totale                                        | 1 547 121 | 100   | 28    |

### Circoscrizione Palermo-Trapani-Agrigento-Caltanissetta
| Liste                                         | Voti      | %     | Seggi |
| --------------------------------------------- | --------- | ----- | ----- |
| Democrazia Cristiana                          | 542 936   | 39,12 | 11    |
| Partito Comunista Italiano                    | 276 320   | 19,91 | 5     |
| Partito Socialista Italiano                   | 214 625   | 15,46 | 4     |
| Movimento Sociale Italiano - Destra Nazionale | 105 461   | 7,60  | 2     |
| Partito Socialista Democratico Italiano       | 69 129    | 4,98  | 1     |
| Partito Repubblicano Italiano                 | 59 660    | 4,30  | 1     |
| Partito Radicale                              | 39 263    | 2,83  | 1     |
| Partito Liberale Italiano                     | 34 924    | 2,52  | 1     |
| Democrazia Proletaria                         | 22 369    | 1,61  | 1     |
| Lista Verde                                   | 16 733    | 1,21  | –     |
| Liga Veneta - Pensionati Uniti                | 4 940     | 0,36  | –     |
| Alleanza Popolare                             | 849       | 0,06  | –     |
| Partito Sardo d'Azione                        | 761       | 0,05  | –     |
| Totale                                        | 1 387 970 | 100   | 27    |

### Circoscrizione Cagliari-Sassari-Nuoro-Oristano
| Liste                                         | Voti      | %     | Seggi |
| --------------------------------------------- | --------- | ----- | ----- |
| Democrazia Cristiana                          | 354 312   | 34,25 | 7     |
| Partito Comunista Italiano                    | 262 170   | 25,34 | 5     |
| Partito Sardo d'Azione                        | 123 678   | 11,96 | 2     |
| Partito Socialista Italiano                   | 118 329   | 11,44 | 2     |
| Movimento Sociale Italiano - Destra Nazionale | 48 551    | 4,69  | 1     |
| Partito Socialista Democratico Italiano       | 32 017    | 3,09  | 1     |
| Partito Radicale                              | 27 091    | 2,62  | –     |
| Partito Repubblicano Italiano                 | 23 505    | 2,27  | –     |
| Democrazia Proletaria                         | 13 148    | 1,27  | –     |
| Verdi d'Italia - Partito Ecologico            | 10 269    | 0,99  | –     |
| Partito Liberale Italiano                     | 9 791     | 0,95  | –     |
| Partidu Indipendentista                       | 6 986     | 0,68  | –     |
| Liga Veneta - Pensionati Uniti                | 3 866     | 0,37  | –     |
| Alleanza Popolare                             | 765       | 0,07  | –     |
| Totale                                        | 1 034 478 | 100   | 18    |

### Circoscrizione Valle d'Aosta
| Liste                                         | Voti   | %     | Seggi |
| --------------------------------------------- | ------ | ----- | ----- |
| UV - ADP - PRI                                | 41 707 | 55,15 | 1     |
| DC - PCI - PSI - PSDI                         | 29 937 | 39,59 | –     |
| Movimento Sociale Italiano - Destra Nazionale | 3 981  | 5,26  | –     |
| Totale                                        | 75 625 | 100   | 1     |

### Circoscrizione Trieste
| Liste                                         | Voti    | %     | Seggi |
| --------------------------------------------- | ------- | ----- | ----- |
| Democrazia Cristiana                          | 50 171  | 24,73 | 1     |
| Partito Comunista Italiano                    | 40 330  | 19,88 | 1     |
| Partito Socialista Italiano                   | 37 490  | 18,48 | 1     |
| Movimento Sociale Italiano - Destra Nazionale | 21 638  | 10,67 | –     |
| Partito Liberale Italiano                     | 11 370  | 5,60  | –     |
| Partito Radicale                              | 11 143  | 5,49  | –     |
| Partito Repubblicano Italiano                 | 7 340   | 3,62  | –     |
| Lista Verde                                   | 6 630   | 3,27  | –     |
| Partito Sardo d'Azione                        | 3 994   | 1,97  | –     |
| Partito Socialista Democratico Italiano       | 3 988   | 1,97  | –     |
| Democrazia Proletaria                         | 2 841   | 1,40  | –     |
| Movimento per l'Indipendenza del TLT          | 2 103   | 1,04  | –     |
| Liga Veneta - Pensionati Uniti                | 2 005   | 0,99  | –     |
| Movimento di Liberazione Fiscale              | 1 653   | 0,81  | –     |
| Alleanza Popolare                             | 169     | 0,08  | –     |
| Totale                                        | 202 865 | 100   | 3     |